# 冴木みちる
冴木 みちる（さえき みちる、1970年8月10日 - ）は、日本の元AV女優。
身長:151cm。スリーサイズ:B79・W58・H84。

## 略歴・人物
1989年にAVデビュー。
幼児体型と八重歯の出たロリータフェイスとで80年代後半を代表するロリ系ＡＶ女優。

## 出演作品

### アダルトビデオ
1989年
- あぶない年頃（宇宙企画） ※デビュー作
- ギミ・ア・レイプ（エルザ）
- アタックビデオ No.30（宇宙企画）他出演:朝比奈樹里、白石ももこ

1990年
- 三本目で入れちゃった（アイビック）
- とっても悪戯（1月21日、アテナ映像）共演:早瀬理沙
- 眠れよい子に顔面シャワー（3月29日、クリスタル映像）
- オジチャンのカメをかめ（サム）
- 通学レイプストリート（ピアス）
- おねだり・みちる（アルバトロス）
- パパには内緒で・・・（EVE）[1]
- とっても悪戯（ジャパンホームビデオ）
- 淫女子（アテナ映像）
- 引き裂かれたパンティ（アライコーポレーション）
- 放課後Hな探偵団（6月、笠倉出版社）共演:手塚まゆみ、岡田優奈

1993年
- お嬢様シリーズ パパごめんなさい（1月29日、アルテック）他出演:白石ももこ、森川安奈、南野真利亜、木村由香